# Kjell Öberg
Nils Per Kjell Öberg, född 25 december 1913  i Kramfors i Gudmundrå församling i Västernorrlands län, död 15 september 2003 i Nacka församling i Stockholms län, var en svensk ämbetsman, ambassadör och generaldirektör för Statens Invandrarverk från verkets inrättande 1969 till 1979.

## Biografi
Efter studentexamen vid Härnösands högre allmänna läroverk 1931 hade Kjell Öberg diverse arbeten under några år, innan han 1936 rekryterades som journalist till Nya Norrland. Han stannade där till 1942, då han fortsatte som journalist vid Aftontidningen. 1949 utsågs han till pressattaché i Oslo och blev 1955 förflyttad till Washington där han 1960 blev ambassadråd. Från 1961 var han en kort period ambassadör i Peking, men kallades hem redan 1962 för att leda arbetet med Sverigeinformationen till utlandet.
År 1969 blev han generaldirektör för Invandrarverket. Han stannade på den posten i tio år. 1966 var han vid sidan om den ordinarie tjänsten chef i inrikesminister Rune B. Johanssons Arbetsgrupp för invandrarfrågor, och startade i samband med detta Invandrartidningen. Därefter var han som pensionär bland annat verksam som ordförande i Diskrimineringsutredningen, som lade fram sitt slutbetänkande 1985.

### Familj
Kjell Öberg var son till sågverksarbetaren Robert Öberg och Nella Wikström samt gift 1940 med Ingrid Falk (1914–1999). Tillsammans fick de döttrarna Kerstin (född 1944) och Karin (född 1947). Den senare gifte sig med Johan Norman och är mor till Andreas Norman.
Makarna Öberg är begravda på Skogsö kyrkogård.

## Utmärkelser
- Hedersledamot vid Norrlands nation 1967
- Hedersdoktor vid Stockholms universitet 1998

### Fotnoter
1. 1 2 3   Sveriges dödbok 1901–2009 (Version 5.0). Solna: Sveriges släktforskarförbund. 2010. Libris 11931231
2. ↑  ÖBERG, N P KJELL, ambassadör, Peking i Vem är Vem? / Stor-Stockholm 1962 / s 1458.